# Miguel Ángel Aranzábal
Miguel Ángel Aranzábal García (Las Palmas de Gran Canaria, España, 1 de marzo de 1953) es un entrenador español de baloncesto que actualmente dirige al Real Murcia Baloncesto de la Primera Nacional. 

## Trayectoria
Vinculado toda su trayectoria a los equipos de base del Real Canoe, es un clásico del baloncesto madrileño y uno de los técnicos más veteranos de las competiciones nacionales. En verano de 2018, cumplía diecinueve temporadas seguidas en Real Canoe como director deportivo de la Sección de Baloncesto Masculino, con el logro de dos ascensos a EBA y uno a LEB Plata e innumerables Campeonatos de España de formación.
En la temporada 2016-17 consigue ascender a la Liga LEB Plata y en la siguiente temporada, la 2017-18 consigue ascender a la Liga LEB Oro, para debutar en la Liga LEB Oro como entrenador a los 65 años.
El 4 de agosto de 2021, firma por el Real Murcia Baloncesto de la Primera Nacional.

## Clubes
- CB Las Rozas (1993-1994)
- Colmenar Viejo (1996-1998)
- Real Canoe Natación Club Baloncesto Masculino. Director deportivo y entrenador. (1998-2020)
- Real Murcia Baloncesto (2021-)

## Palmarés
- 2014-2015 Ascenso a Liga EBA.
- 2016-2017 Ascenso a Liga LEB Plata.
- 2017-2018 Ascenso a Liga LEB Oro.